# Squamozomastoideális varrat

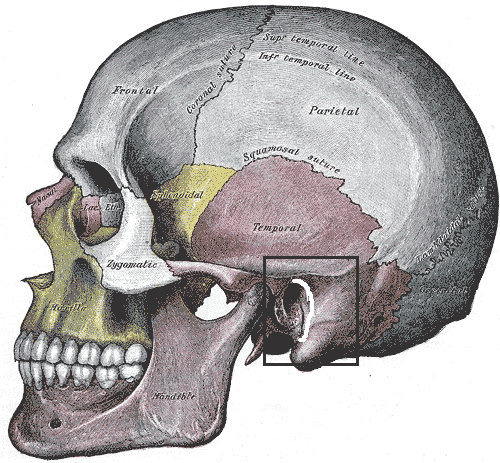
A koponya oldal nézetből (a fekete négyzetben lévő fehér vonal jelzi a varrat helyét)

A squamozomastoideális varrat (sutura squamozomastoidea) egy varrat az ember koponyáján. A csecsnyúlványtól (processus mastoideus) indul és leginkább a külső hallójárat (meatus acusticus externus) és a halántékcsont (os temporale) között található.